# Discografia de Busta Rhymes
Esta é a discografia do rapper americano Busta Rhymes. Busta Rhymes vendeu mais de 10 milhões de álbuns nos Estados Unidos somente.

## Álbuns

### Álbuns de estúdio
| Título                                                                        | Detalhes do álbum                                                                                               | Melhor posição nas paradas | Melhor posição nas paradas | Melhor posição nas paradas | Melhor posição nas paradas | Melhor posição nas paradas | Melhor posição nas paradas | Melhor posição nas paradas | Melhor posição nas paradas | Melhor posição nas paradas | Melhor posição nas paradas | Certificações               | Vendas           |
| Título                                                                        | Detalhes do álbum                                                                                               | US                         | US R&B                     | AUS                        | CAN                        | FRA                        | GER                        | IRE                        | NZ                         | SWI                        | UK                         | Certificações               | Vendas           |
| ----------------------------------------------------------------------------- | --- | -------------------------- | -------------------------- | -------------------------- | -------------------------- | -------------------------- | -------------------------- | -------------------------- | -------------------------- | -------------------------- | -------------------------- | --------------------------- | ---------------- |
| The Coming                                                                    | - Lançado: 26 de Março de 1996 - Gravadora: Flipmode, Elektra - Formato: CD, LP, cassette, digital download     | 6                          | 1                          | —                          | 9                          | —                          | 80                         | —                          | —                          | —                          | 48                         | - RIAA: Platina - MC: Ouro  | - EUA: 793,000   |
| When Disaster Strikes...                                                      | - Lançado: 15 de Setembro de 1997 - Gravadora: Flipmode, Elektra - Formato: CD, LP, cassette, digital download  | 3                          | 1                          | —                          | 21                         | —                          | 62                         | —                          | —                          | —                          | 34                         | - RIAA: Platina - BPI: Ouro | - EUA: 1,670,000 |
| E.L.E. (Extinction Level Event): The Final World Front                        | - Lançado: 14 de Dezembro de 1998 - Gravadora: Flipmode, Elektra - Formato: CD, LP, cassette, digital download  | 12                         | 2                          | —                          | 34                         | —                          | 45                         | —                          | —                          | —                          | 54                         | - RIAA: Platina             | - EUA: 1,650,000 |
| Anarchy                                                                       | - Lançado: 19 de Junho de 2000 - Gravadora: Flipmode, Elektra - Formato: CD, LP, cassette, digital download     | 4                          | 1                          | —                          | 26                         | 56                         | 63                         | —                          | 50                         | 65                         | 38                         | - RIAA: Platina             | - EUA: 683,000   |
| Genesis                                                                       | - Lançado: 26 de Novembro de 2001 - Gravadora: Flipmode, J - Formato: CD, LP, cassette, digital download        | 7                          | 2                          | 62                         | —                          | 42                         | 27                         | —                          | —                          | 44                         | 58                         | - RIAA: Platina             | - EUA: 1,330,000 |
| It Ain't Safe No More                                                         | - Lançado: 25 de Novembro de 2002 - Gravadora: Flipmode, J - Formato: CD, LP, cassette, digital download        | 43                         | 10                         | —                          | —                          | 50                         | 82                         | —                          | —                          | 70                         | 78                         | - RIAA: Ouro                | - EUA: 605,000   |
| The Big Bang                                                                  | - Lançado: 13 de Junho de 2006 - Gravadora: Flipmode, Aftermath, Interscope - Formato: CD, LP, digital download | 1                          | 1                          | 42                         | 6                          | 18                         | 10                         | 26                         | 11                         | 6                          | 19                         | - RIAA: Ouro - BPI: Prata   | - EUA: 823,000   |
| Back on My B.S.                                                               | - Lançado: 19 de Maio de 2009 - Gravadora: Flipmode, Universal Motown - Formato: CD, DVD, LP, digital download  | 5                          | 2                          | —                          | 18                         | 20                         | 94                         | —                          | —                          | 15                         | 92                         |                             | - EUA: 423,000   |
| Year of the Dragon                                                            | - Lançado: 21 de Agosto de 2012 - Gravadora: Google Play - Formato: Digital download                            | —                          | —                          | —                          | —                          | —                          | —                          | —                          | —                          | —                          | —                          |                             |                  |
| Extinction Level Event 2: The Wrath of God                                    | - Lançado: 20 de Outubro de 2020 - Gravadora: Conglomerate, Empire Records - Formato: CD, LP, Digital download  | 7                          | 4                          | 4                          | 26                         | 144                        | —                          | —                          | —                          | 32                         | 99                         |                             |                  |
| "—" significa um disco que não pontuou ou não foi lançado naquele território. | |                            |                            |                            |                            |                            |                            |                            |                            |                            |                            |                             |                  |

### Álbuns de compilações
| Flipmode Remixes                                                              | - Lançado: 14 de Julho de 1997 - Gravadora: Flipmode, Elektra - Formato: CD, LP, cassette                    | —  | —  | —  |              |
| Total Devastation: The Best of Busta Rhymes                                   | - Lançado: 2 de Outubro de 2001 - Gravadora: Flipmode, Elektra - Formato: CD, LP, cassette, digital download | 97 | 20 | 44 | - BPI: Prata |
| Turn It Up! The Very Best of Busta Rhymes                                     | - Lançado: 2 de Abril de 2002 - Gravadora: Warner - Formato: CD, LP, cassette, digital download              | —  | —  | —  |              |
| The Artist Collection: Busta Rhymes                                           | - Lançado: 12 de Outubro de 2004 - Gravado: BMG - Formato: CD, LP, cassette, digital download                | —  | —  | —  |              |
| "—" significa um disco que não pontuou ou não foi lançado naquele território. | |    |    |    |              |

## Singles

### Como artista principal
| Título                                                                                | Ano  | Melhor posição nas paradas | Melhor posição nas paradas | Melhor posição nas paradas | Melhor posição nas paradas | Melhor posição nas paradas | Melhor posição nas paradas | Melhor posição nas paradas | Melhor posição nas paradas | Melhor posição nas paradas | Melhor posição nas paradas | Certifications             | Álbum                                                  |
| Título                                                                                | Ano  | US                         | US R&B                     | US Rap                     | AUS                        | CAN                        | GER                        | IRE                        | NZ                         | SWI                        | UK                         | Certifications             | Álbum                                                  |
| ------------------------------------------------------------------------------------- | ---- | -------------------------- | -------------------------- | -------------------------- | -------------------------- | -------------------------- | -------------------------- | -------------------------- | -------------------------- | -------------------------- | -------------------------- | -------------------------- | ------------------------------------------------------ |
| "Woo Hah!! Got You All in Check" (featuring Rampage)                                  | 1996 | 8                          | 6                          | 1                          | —                          | —                          | 42                         | —                          | 8                          | —                          | 8                          | - Platina                  | The Coming                                             |
| "It's a Party" (featuring Zhané)                                                      | 1996 | 52                         | 27                         | 7                          | —                          | —                          | —                          | —                          | 34                         | —                          | 23                         |                            | The Coming                                             |
| "Do My Thing"                                                                         | 1997 | —                          | —                          | —                          | —                          | —                          | —                          | —                          | —                          | —                          | 39                         |                            | The Coming                                             |
| "Hit 'Em High (The Monstars' Anthem)" (with B-Real, Coolio, LL Cool J and Method Man) | 1997 | —                          | —                          | —                          | —                          | —                          | 14                         | —                          | 17                         | 11                         | 8                          |                            | Space Jam soundtrack                                   |
| "Put Your Hands Where My Eyes Could See"                                              | 1997 | —                          | —                          | —                          | —                          | —                          | —                          | —                          | —                          | —                          | 16                         |                            | When Disaster Strikes                                  |
| "Dangerous"                                                                           | 1997 | 9                          | 4                          | 1                          | —                          | —                          | 65                         | —                          | 11                         | —                          | 32                         | - RIAA: Ouro               | When Disaster Strikes                                  |
| "Turn It Up" (Remix) / Fire It Up"                                                    | 1998 | 10                         | 7                          | 1                          | —                          | 3                          | 7                          | 6                          | 1                          | 6                          | 2                          | - RIAA: Ouro - BPI: Prata  | When Disaster Strikes                                  |
| "One" (featuring Erykah Badu)                                                         | 1998 | —                          | —                          | —                          | —                          | —                          | —                          | —                          | 17                         | —                          | 23                         |                            | When Disaster Strikes                                  |
| "Gimme Some More"[A]                                                                  | 1999 | 105                        | 29                         | —                          | —                          | —                          | 52                         | —                          | 14                         | —                          | 5                          |                            | E.L.E. (Extinction Level Event): The Final World Front |
| "What's It Gonna Be?!" (featuring Janet Jackson)                                      | 1999 | 3                          | 1                          | 1                          | —                          | —                          | 42                         | —                          | 7                          | 41                         | 6                          | - RIAA: Ouro               | E.L.E. (Extinction Level Event): The Final World Front |
| "Party is Goin' on Over Here"                                                         | 1999 | —                          | 72                         | —                          | —                          | —                          | —                          | —                          | —                          | —                          | —                          |                            | E.L.E. (Extinction Level Event): The Final World Front |
| "Do the Bus a Bus"[B]                                                                 | 1999 | 124                        | 43                         | —                          | —                          | —                          | —                          | —                          | —                          | —                          | —                          |                            | E.L.E. (Extinction Level Event): The Final World Front |
| "Tear da Roof Off"                                                                    | 1999 | —                          | 75                         | —                          | —                          | —                          | —                          | —                          | —                          | —                          | —                          |                            | E.L.E. (Extinction Level Event): The Final World Front |
| "Get Out!!"[C]                                                                        | 2000 | 118                        | 35                         | —                          | —                          | —                          | —                          | —                          | —                          | —                          | 57                         |                            | Anarchy                                                |
| "Fire"                                                                                | 2000 | —                          | 67                         | 24                         | —                          | —                          | —                          | —                          | —                          | —                          | 60                         |                            | Anarchy                                                |
| "What It Is" (featuring Kelis)                                                        | 2001 | 63                         | 37                         | —                          | —                          | —                          | 70                         | —                          | —                          | —                          | —                          |                            | Genesis                                                |
| "Break Ya Neck"                                                                       | 2002 | 26                         | 10                         | 9                          | 13                         | —                          | 17                         | 27                         | —                          | 20                         | 11                         |                            | Genesis                                                |
| "As I Come Back"                                                                      | 2002 | —                          | 91                         | 7                          | —                          | —                          | —                          | —                          | —                          | —                          | —                          |                            | Genesis                                                |
| "Pass the Courvoisier, Part II" (featuring P. Diddy and Pharrell)                     | 2002 | 11                         | 4                          | 5                          | 43                         | 30                         | 27                         | 34                         | —                          | 58                         | 16                         |                            | Genesis                                                |
| "Make It Clap" (featuring Sean Paul and Spliff Star)                                  | 2003 | 46                         | 17                         | 14                         | —                          | 21                         | 50                         | 43                         | —                          | —                          | 16                         |                            | It Ain't Safe No More                                  |
| "I Know What You Want" (featuring Mariah Carey and Flipmode Squad)                    | 2003 | 3                          | 2                          | 2                          | 3                          | 5                          | 9                          | 4                          | 7                          | 5                          | 3                          | - ARIA: Ouro - RIANZ: Ouro | It Ain't Safe No More                                  |
| "Light Your Ass on Fire" (featuring Pharrell)                                         | 2003 | 58                         | 23                         | 12                         | 59                         | —                          | 86                         | —                          | —                          | 40                         | 62                         |                            | The Neptunes Present... Clones                         |
| "Shorty (Put It on the Floor)"[D] (with Fat Joe, Chingy and Nick Cannon)              | 2003 | —                          | 101                        | —                          | —                          | —                          | —                          | —                          | —                          | —                          | —                          |                            | Love Don't Cost a Thing soundtrack                     |
| "Touch It"                                                                            | 2006 | 16                         | 3                          | 2                          | 14                         | —                          | 24                         | 9                          | 1                          | 23                         | 6                          | - RIAA: Ouro               | The Big Bang                                           |
| "I Love My Bitch" (featuring Kelis and will.i.am)                                     | 2006 | 41                         | 18                         | 8                          | 22                         | —                          | 38                         | 18                         | 8                          | 22                         | 8                          |                            | The Big Bang                                           |
| "New York Shit" (featuring Swizz Beatz)                                               | 2006 | —                          | 77                         | —                          | —                          | —                          | —                          | —                          | —                          | —                          | —                          |                            | The Big Bang                                           |
| "In the Ghetto" (featuring Rick James)                                                | 2006 | —                          | 50                         | 24                         | —                          | —                          | —                          | —                          | —                          | —                          | —                          |                            | The Big Bang                                           |
| "Don't Get Carried Away" (featuring Nas)                                              | 2006 | —                          | —                          | —                          | —                          | —                          | —                          | —                          | —                          | —                          | —                          |                            | The Big Bang                                           |
| "Don't Touch Me (Throw da Water on 'Em)"[E]                                           | 2008 | 112                        | 83                         | —                          | —                          | —                          | —                          | —                          | —                          | —                          | —                          |                            | Non-album singles                                      |
| "We Made It" (featuring Linkin Park)                                                  | 2008 | 65                         | —                          | —                          | 13                         | 40                         | 11                         | 12                         | 37                         | 17                         | 10                         |                            | Non-album singles                                      |
| "Arab Money" (featuring Ron Browz)                                                    | 2008 | 86                         | 31                         | 9                          | —                          | —                          | —                          | —                          | —                          | —                          | —                          |                            | Back on My B.S.                                        |
| "Hustler's Anthem '09" (featuring T-Pain)                                             | 2009 | —                          | 51                         | 19                         | —                          | 73                         | —                          | —                          | —                          | —                          | —                          |                            | Back on My B.S.                                        |
| "Respect My Conglomerate"[F] (featuring Jadakiss and Lil Wayne)                       | 2009 | 122                        | 82                         | —                          | —                          | —                          | —                          | —                          | —                          | —                          | —                          |                            | Back on My B.S.                                        |
| "World Go Round" (featuring Estelle)                                                  | 2009 | —                          | —                          | —                          | —                          | —                          | —                          | 25                         | —                          | —                          | 66                         |                            | Back on My B.S.                                        |
| "Stop the Party (Iron Man)" (featuring Swizz Beatz)                                   | 2010 | —                          | 87                         | —                          | —                          | —                          | —                          | —                          | —                          | —                          | —                          |                            | Year of the Dragon                                     |
| "Why Stop Now" (featuring Chris Brown)                                                | 2011 | —                          | 79                         | —                          | —                          | —                          | —                          | —                          | —                          | —                          | —                          |                            | Year of the Dragon                                     |
| "—" significa um disco que não pontuou ou não foi lançado naquele terriotório.        |      |                            |                            |                            |                            |                            |                            |                            |                            |                            |                            |                            |                                                        |

### Como participante especial
| Título | Ano  | Melhor posição nas paradas | Melhor posição nas paradas | Melhor posição nas paradas | Melhor posição nas paradas | Melhor posição nas paradas | Melhor posição nas paradas | Melhor posição nas paradas | Melhor posição nas paradas | Melhor posição nas paradas | Melhor posição nas paradas | Certificações                                                                               | Álbum                            |
| Título | Ano  | US                         | US R&B                     | US Rap                     | AUS                        | CAN                        | GER                        | IRE                        | NZ                         | SWI                        | UK                         | Certificações                                                                               | Álbum                            |
| --- | ---- | -------------------------- | -------------------------- | -------------------------- | -------------------------- | -------------------------- | -------------------------- | -------------------------- | -------------------------- | -------------------------- | -------------------------- | ------------------------------------------------------------------------------------------- | -------------------------------- |
| "Oh My God" (A Tribe Called Quest featuring Busta Rhymes)                                                                        | 1994 | —                          | 69                         | 15                         | —                          | —                          | —                          | —                          | —                          | —                          | 68                         |                                                                                             | Midnight Marauders               |
| "Wild for the Night" (Rampage featuring Busta Rhymes)                                                                            | 1997 | —                          | —                          | —                          | —                          | —                          | —                          | —                          | —                          | —                          | —                          |                                                                                             | Scout's Honor... by Way of Blood |
| "Rumble in the Jungle" (Fugees featuring A Tribe Called Quest, John Forté and Busta Rhymes)                                      | 1997 | —                          | —                          | 3                          | —                          | —                          | —                          | —                          | —                          | —                          | 3                          |                                                                                             | When We Were Kings               |
| "Victory" (Puff Daddy featuring The Notorious B.I.G. and Busta Rhymes)                                                           | 1998 | 19                         | 13                         | 2                          | —                          | —                          | 67                         | —                          | 19                         | —                          | —                          | - RIAA: Ouro                                                                                | No Way Out                       |
| "Fire" (Joe Budden featuring Busta Rhymes)                                                                                       | 2003 | —                          | 48                         | —                          | —                          | —                          | —                          | —                          | —                          | —                          | —                          |                                                                                             | Joe Budden                       |
| "What's Happenin'" (Method Man featuring Busta Rhymes)                                                                           | 2004 | —                          | 65                         | —                          | —                          | —                          | 82                         | 42                         | —                          | —                          | 15                         |                                                                                             | Tical 0: The Prequel             |
| "Don't Cha" (The Pussycat Dolls featuring Busta Rhymes)                                                                          | 2005 | 2                          | 8                          | —                          | 1                          | 1                          | 1                          | 1                          | 1                          | 1                          | 1                          | - RIAA: Platina - ARIA: 2× Platina - BPI: Prata - BVMI: Ouro - IFPI SWI: Ouro - RIANZ: Ouro | PCD                              |
| "Hurt" (T.I. featuring Alfamega and Busta Rhymes)                                                                                | 2007 | —                          | 89                         | —                          | —                          | —                          | —                          | —                          | —                          | —                          | —                          |                                                                                             | T.I. vs. T.I.P.                  |
| "Run the Show"[G] (Kat DeLuna featuring Busta Rhymes)                                                                            | 2008 | 117                        | —                          | —                          | —                          | —                          | 73                         | 26                         | —                          | 29                         | 41                         |                                                                                             | 9 Lives                          |
| "Peace Sign/Index Down" (Gym Class Heroes featuring Busta Rhymes)                                                                | 2008 | —                          | —                          | —                          | —                          | —                          | —                          | —                          | —                          | —                          | —                          |                                                                                             | The Quilt                        |
| "Rotate"[H] (Capone-N-Noreaga featuring Ron Browz and Busta Rhymes)                                                              | 2009 | —                          | 115                        | —                          | —                          | —                          | —                          | —                          | —                          | —                          | —                          |                                                                                             | Channel 10                       |
| "Look at Me Now" (Chris Brown featuring Busta Rhymes and Lil Wayne)                                                              | 2011 | 6                          | 1                          | 1                          | 46                         | 51                         | —                          | —                          | 37                         | —                          | 44                         | - ARIA: Ouro                                                                                | F.A.M.E.                         |
| "C'mon (Catch 'em by Surprise)" (Tiësto vs. Diplo featuring Busta Rhymes)                                                        | 2011 | —                          | —                          | —                          | —                          | 68                         | 68                         | 21                         | —                          | 68                         | 12                         |                                                                                             | Non-album single                 |
| "Worldwide Choppers"[I] (Tech N9ne featuring Busta Rhymes, Ceza, D-Loc, JL of B. Hood, Twista, Twisted Insane, U$O and Yelawolf) | 2011 | 104                        | —                          | —                          | —                          | —                          | —                          | —                          | —                          | —                          | —                          |                                                                                             | All 6's and 7's                  |
| "Turn't Up" (Lil Twist featuring Busta Rhymes)                                                                                   | 2011 | —                          | 92                         | —                          | —                          | —                          | —                          | —                          | —                          | —                          | —                          |                                                                                             | Don't Get It Twisted             |
| "The Woman You Love" (Ashanti featuring Busta Rhymes)                                                                            | 2011 | —                          | 59                         | —                          | —                          | —                          | —                          | —                          | —                          | —                          | —                          |                                                                                             | Braveheart                       |
| "Lehhhgooo" (N.O.R.E. featuring Waka Flocka Flame, Busta Rhymes and Game)                                                        | 2012 | —                          | —                          | —                          | —                          | —                          | —                          | —                          | —                          | —                          | —                          |                                                                                             | S.U.P.E.R.T.H.U.G.               |
| "Pride N Joy" (Fat Joe featuring Kanye West, Miguel, Jadakiss, Mos Def, DJ Khaled, Roscoe Dash, & Busta Rhymes)                  | 2012 | —                          | 82                         | —                          | —                          | —                          | —                          | —                          | —                          | —                          | —                          |                                                                                             | TBA                              |
| "—" significa um disco que não pontuou ou não foi lançado naquele território.                                                    |      |                            |                            |                            |                            |                            |                            |                            |                            |                            |                            |                                                                                             |                                  |